# Orsotriaena runeka
Orsotriaena runeka är en fjärilsart som beskrevs av Moore 1857. Orsotriaena runeka ingår i släktet Orsotriaena och familjen praktfjärilar. Inga underarter finns listade i Catalogue of Life.